# Tetramorium gilgamesh
Tetramorium gilgamesh (лат.) — вид мелких муравьёв рода Tetramorium из подсемейства Myrmicinae. Мадагаскар.

## Описание
Мелкие мирмициновые муравьи (длина около 3 мм), оранжево-коричневого цвета (жвалы, усики и ноги обычно светлее, желтовато-коричневые). От близких видов отличается сравнительно более крупными глазами и длинными отстоящими волосками на петиоле.
Усики с булавой из 3 сегментов, скапус короткий. Стебелёк между грудкой и брюшком состоит из двух члеников: петиолюса и постпетиолюса (последний четко отделен от брюшка), жало развито. От сходных видов отличается более длинными проподеальным шипами заднеспинки. Головной индекс рабочих (CI, соотношение ширины головы к длине × 100): 92—98. Длина головы рабочих 0,52—0,56 мм, длина скапуса 0,36—0,38 мм, ширина головы 0,49—0,55 мм. Индекс скапуса рабочих (SI, соотношение длины скапуса к ширине головы × 100): 68—76. Петиолюс, мандибулы, постпетиолюс и брюшко гладкие и блестящие.
Название T. gilgamesh дано по имени главного героя Гильгамеш (Gilgamesh) из месопотамской поэмы «Эпос о Гильгамеше», одной из древнейших в истории человечества (XVIII век до н. э.). Вид T. gilgamesh был впервые описан в 2014 году американскими мирмекологами Франциско Хита-Гарсиа (Francisco Hita Garcia) и Брайаном Фишером (Brian L. Fisher; Entomology, California Academy of Sciences, Сан-Франциско, Калифорния, США) вместе с таксоном Tetramorium enkidu. Таксон Tetramorium gilgamesh включён в состав видовой группы T. naganum species group рода Tetramorium (вместе с T. dalek, T. alperti, T. enkidu и T. naganum Bolton, 1979). Сходен с видами T. dalek, T. alperti, T. enkidu, T. naganum.

## Изображения
- Рабочий Tetramorium gilgamesh, вид сверху
- Самка Tetramorium gilgamesh, общий вид
- Самка Tetramorium gilgamesh, голова